# Nebuloasa Iris

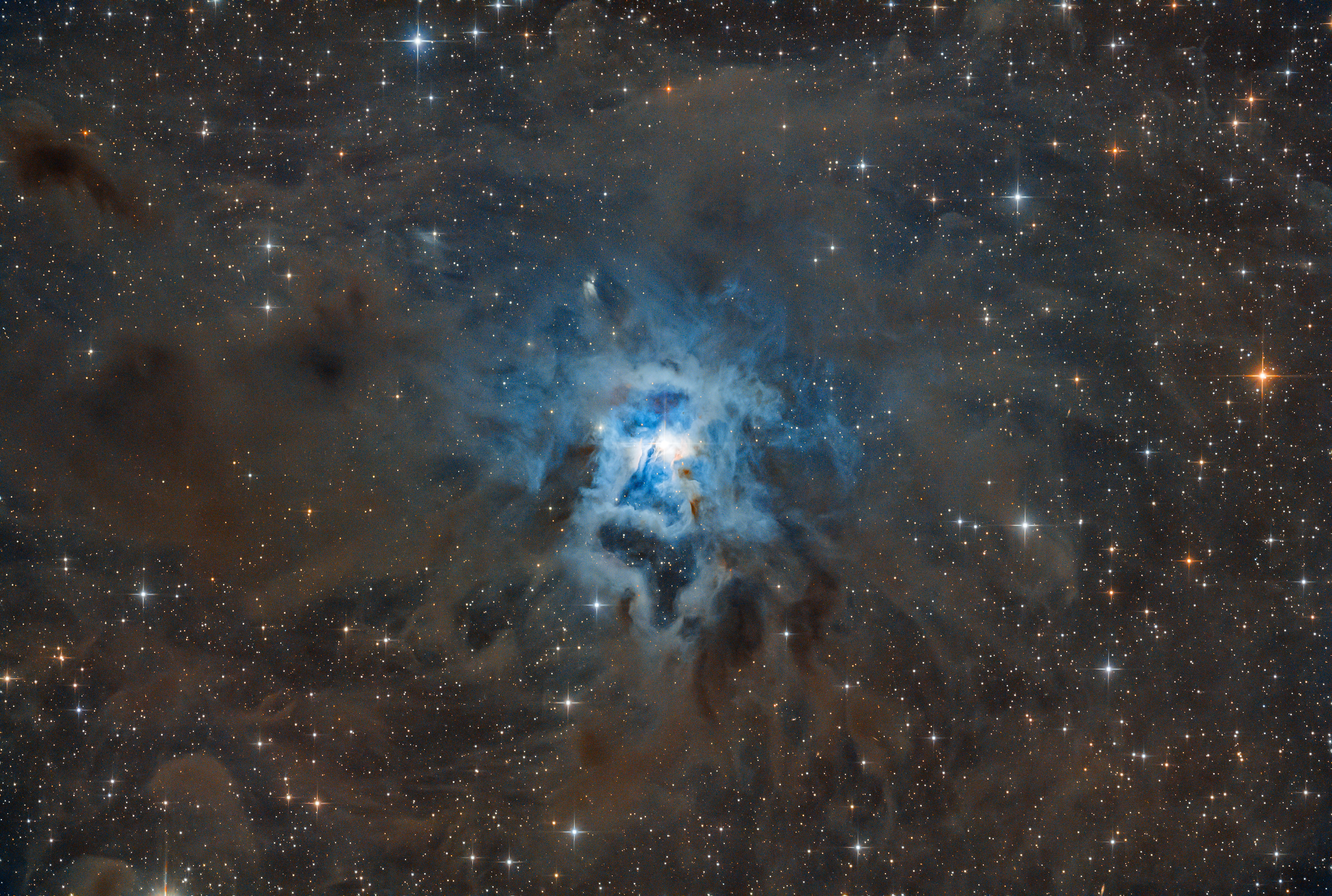
Nebuloasa Iris

NGC 7023 sau Caldwell 4 (sau Nebuloasa Iris) este o nebuloasă de reflexie din constelația Cefeu. Se află la o distanță de aproximativ 1300 de ani-lumină de Pământ și are un diametru de șase ani-lumină. 